# Dicranota auripontium
Dicranota auripontium är en tvåvingeart som beskrevs av Jaroslav Stary och Krzeminski 1993. Dicranota auripontium ingår i släktet Dicranota och familjen hårögonharkrankar.
Artens utbredningsområde är Bulgarien. Inga underarter finns listade i Catalogue of Life.